# Vallée de Nyakaio
Nyakaio Vallis
Pour les articles homonymes, voir Nyakaio.
La vallée de Nyakaio (désignation internationale : Nyakaio Vallis) est une vallée située sur Vénus dans le quadrangle de Sedna Planitia. Elle a été nommée en référence à Nyakaio, divinité shilluk des cours d'eau.